# Jiří Hrdina (lední hokejista)
Jiří Hrdina (* 5. ledna 1958 Mladá Boleslav, Československo) je bývalý český hokejista.

## Klubový hokej
V nejvyšší hokejové lize se poprvé objevil v roce 1977 v dresu Sparty Praha. Zde setrval do roku 1981, kdy nastoupil dvouroční vojenskou službu v Trenčíně, kde působil po obě sezóny v tamním hokejovém klubu a posléze se v roce 1983 vrátil zpět do Sparty. O rok později byl v draftu NHL vybrán týmem Calgary Flames na celkově 159. místě. První sezónu v Calgary nastoupil v roce 1987, první zápas odehrál až po ZOH v roce 1988 (dle regulí ČSLH po dosažení věku 30 let). V roce 1989 poprvé vyhrál Stanley Cup. Od roku 1990 začal hrát za Pittsburgh Penguins hlavně z důvodu, aby naučil mladého Jaromíra Jágra životu za mořem. V letech 1991 a 1992 získal s Pittsburghem Stanley Cup a následně roku 1992 ukončil svoji aktivní kariéru.

## Ocenění a úspěchy
- 1984 ČSHL – Nejlepší nahrávač
- 1987 CC – Nejlepší útočník
- V roce 2010 byl uveden do Síně slávy českého hokeje.

## Prvenství
- Debut v NHL - 3. března 1988 (Calgary Flames proti Philadelphia Flyers)
- První asistence v NHL - 3. března 1988 (Calgary Flames proti Philadelphia Flyers)
- První gól v NHL - 15. března 1988 (Hartford Whalers proti Calgary Flames, brankáři Richard Brodeur)
- První hattrick v NHL - 17. října 1988 (Calgary Flames proti Los Angeles Kings)

## Klubová statistika
| Sezóna        | Klub                | Soutěž        |     | Základní část | Základní část | Základní část | Základní část | Základní část |   | Play off | Play off | Play off | Play off | Play off |
| Sezóna        | Klub                | Soutěž        | Z   | G             | A             | B             | TM            | Z             | G | A        | B        | TM       |          |          |
| 1977–78       | Sparta ČKD Praha 18 | ČSHL-18       | 35  | 6             | 8             | 14            | 20            | —             | — | —        | —        | —        |          |          |
| 1978–79       | Sparta ČKD Praha    | ČSHL          | 39  | 7             | 8             | 15            | 18            | —             | — | —        | —        | —        |          |          |
| 1979–80       | Sparta ČKD Praha    | ČSHL          | 44  | 7             | 7             | 14            | 24            | —             | — | —        | —        | —        |          |          |
| 1980–81       | Sparta ČKD Praha    | ČSHL          | 42  | 14            | 20            | 34            | 54            | —             | — | —        | —        | —        |          |          |
| 1981–82       | HK Dukla Trenčín    | ČSHL          | 44  | 11            | 27            | 38            | 36            | —             | — | —        | —        | —        |          |          |
| 1982–83       | HK Dukla Trenčín    | 1.ČSHL        | 36  | 40            | 24            | 64            |               | —             | — | —        | —        | —        |          |          |
| 1983–84       | Sparta ČKD Praha    | ČSHL          | 44  | 16            | 33            | 49            | 28            | —             | — | —        | —        | —        |          |          |
| 1984–85       | Sparta ČKD Praha    | ČSHL          | 44  | 18            | 19            | 37            | 30            | —             | — | —        | —        | —        |          |          |
| 1985–86       | Sparta ČKD Praha    | ČSHL          | 34  | 26            | 19            | 45            | 30            | 6             | 2 | 2        | 4        |          |          |          |
| 1986–87       | Sparta ČKD Praha    | ČSHL          | 31  | 18            | 18            | 36            | 50            | 6             | 2 | 5        | 7        |          |          |          |
| 1987–88       | Sparta ČKD Praha    | ČSHL          | 22  | 7             | 15            | 22            | 30            | —             | — | —        | —        | —        |          |          |
| 1987–88       | Calgary Flames      | NHL           | 9   | 2             | 5             | 7             | 2             | 1             | 0 | 0        | 0        | 0        |          |          |
| 1988–89       | Calgary Flames      | NHL           | 70  | 22            | 32            | 54            | 26            | 4             | 0 | 0        | 0        | 0        |          |          |
| 1989–90       | Calgary Flames      | NHL           | 64  | 12            | 18            | 30            | 31            | 6             | 0 | 1        | 1        | 2        |          |          |
| 1990–91       | Calgary Flames      | NHL           | 14  | 0             | 3             | 3             | 4             | —             | — | —        | —        | —        |          |          |
| 1990–91       | Pittsburgh Penguins | NHL           | 37  | 6             | 14            | 20            | 13            | 14            | 2 | 2        | 4        | 6        |          |          |
| 1991–92       | Pittsburgh Penguins | NHL           | 56  | 3             | 13            | 16            | 16            | 20            | 0 | 2        | 2        | 16       |          |          |
| Celkem v ČSHL | Celkem v ČSHL       | Celkem v ČSHL | 344 | 124           | 190           | 314           | 300           | 12            | 4 | 7        | 11       | —        |          |          |
| Celkem v NHL  | Celkem v NHL        | Celkem v NHL  | 250 | 45            | 85            | 130           | 92            | 45            | 2 | 5        | 7        | 24       |          |          |

## Reprezentace
| Rok                       | Tým                       | Soutěž                    | Z                         | G  | A  | B  | TM |    |
| ------------------------- | ------------------------- | ------------------------- | ------------------------- | -- | -- | -- | -- | -- |
| 1977                      | Československo 20         | MSJ                       | 7                         | 2  | 2  | 4  | 0  |    |
| 1978                      | Československo 20         | MSJ                       | 6                         | 1  | 3  | 4  | 0  |    |
| 1982                      | Československo            | MS                        | 9                         | 1  | 0  | 1  | 4  |    |
| 1983                      | Československo            | MS                        | 9                         | 1  | 0  | 1  | 4  |    |
| 1984                      | Československo            | OH                        | 7                         | 4  | 6  | 10 | 10 |    |
| 1984                      | Československo            | KP                        | 5                         | 0  | 1  | 1  | 4  |    |
| 1985                      | Československo            | MS                        | 10                        | 2  | 2  | 4  | 4  |    |
| 1986                      | Československo            | MS                        | 10                        | 7  | 5  | 12 | 14 |    |
| 1987                      | Československo            | MS                        | 10                        | 3  | 3  | 6  | 6  |    |
| 1987                      | Československo            | KP                        | 6                         | 1  | 2  | 3  | 0  |    |
| 1988                      | Československo            | OH                        | 8                         | 2  | 5  | 7  | 4  |    |
| 1990                      | Československo            | MS                        | 9                         | 1  | 5  | 6  | 8  |    |
| Juniorská kariéra celkově | Juniorská kariéra celkově | Juniorská kariéra celkově | Juniorská kariéra celkově | 13 | 3  | 5  | 8  | 2  |
| Seniorská kariéra celkově | Seniorská kariéra celkově | Seniorská kariéra celkově | Seniorská kariéra celkově | 83 | 22 | 28 | 50 | 50 |